# Dienst Vastgoed Defensie
De Dienst Vastgoed Defensie, afgekort DVD, was de vastgoeddienst van de Nederlandse krijgsmacht.
De dienst is voortgekomen uit de Dienst Gebouwen Werken en Terreinen (DGW&T). De DGW&T vond zijn oorsprong vanuit de Dienst der Genie en heeft circa 300 jaar bestaan. Ook de dienst BABOV (Buro aanleg beheer onderhoud Vliegvelden) is indertijd opgegaan in de DGW&T. De DGW&T was de vastgoedbeheerder van het ministerie van Defensie. De dienst had als oogmerk het vastgoed doelmatig en op maatschappelijk verantwoorde wijze in te richten en te beheren.
In de loop van 2006 gaat de DGW&T, onder de nieuwe naam Dienst Vastgoed Defensie (DVD) verder. In ca. 2013 wordt door het kabinet-Rutte II besloten dat er een rijksbrede vastgoeddienst moet komen. Op 1 juli 2014 is de Dienst Vastgoed Defensie samen gegaan met de Rijksgebouwendienst en het Rijksvastgoed- en Ontwikkelingsbedrijf onder de huidige naam Rijksvastgoedbedrijf.